# ثلاثي أكسيد الزينون
ثلاثي أكسيد الأكزينون (الزينون) أو XeO3 هو غاز صعب الاستحصال سمي بالغاز المتفجر عالي الانفجار لأنه عندما يحترق يعطي لهبا قويا وانفجار قوي جدا، فهو تابع لغاز الزينون Xe الذي نحصل عليه كناتج عرضي من تسيل وتجزئة الهواء تحت ضغط عالي.
|                                                    |                  |                     |
| نموذج الكرة والعصا لجزء من التركيب البلوري لـ XeO3 | نموذج ملء الفراغ | الشكل الهندسي لـ Xe |